# Pancreatoblastoma
Pancreatoblastoma é um tipo raro de cancro do pâncreas, que ocorre principalmente durante a infância e apresenta geralmente prognóstico positivo.